# 残杀
《残杀》（法語：Carnages）是一部2002年的法國劇情片，由黛爾芬·葛萊絲執導，在2002年戛納電影節一種注目單元中上映。

## 劇情
馬德里的一名年輕鬥牛士Victor被牛角頂傷，生死未卜；法國北方的5岁小女孩Winnie透过电视观看了这场斗牛；Winnie的老師Jeanne前往西班牙探望母親Alicia；孕妇Betty行将分娩，她的生物學家丈夫对公牛的眼睛进行研究；住在拖車裡的老妇带回牛角，给儿子制作动物标本……这些人的生活因为一头公牛发生了形形色色的变化。

## 反响
在爛番茄上，根據36條評論，這部電影的支持率為78%，平均評分為6.9/10。在Metacritic上，根據19條評論，這部電影獲得了71/100分的“普遍好評”。

## 榮譽
| 獎項/電影節      | 类别               | 获奖者        | 结果 |
| ---------------- | ------------------ | ------------- | ---- |
| 亞維農電影節     | SACD奖             |               | 獲獎 |
| 坎城影展         | 一種注目奖         |               | 提名 |
| 坎城影展         | 青年獎 - 法语電影  |               | 獲獎 |
| 凯撒电影奖       | 最佳处女作奖       |               | 提名 |
| 倫敦影展         | 薩瑟蘭獎杯         |               | 獲獎 |
| 基辅国际电影节   | 最佳長片虛構電影奖 |               | 獲獎 |
| 斯德哥尔摩电影节 | 最佳劇本奖         | 黛爾芬·葛萊絲 | 獲獎 |